# Luxemburgs herrlandslag i rugby union
Luxemburgs herrlandslag i rugby union representerar Luxemburg i rugby union på herrsidan.
Laget spelade sin första match 1975 i Bryssel, och förlorade med 6-28 mot Belgien.

### Fotnoter
1. ↑  ”Rugby International”. http://www.rugbyinternational.net/countries/luxembourg.htm. Läst 26 augusti 2011.